# 長崎ブリックホール
長崎ブリックホール（ながさきブリックホール、英称: Nagasaki Brick Hall）は、長崎県長崎市茂里町にある長崎市立の文化施設。
2024年4月から諫早市に本社を置く株式会社日本ベネックスが命名権を取得し、施設愛称を「ベネックス長崎ブリックホール」とした。

## 概要
日本設計の設計により、1998年に建設された。
名誉館長は、長崎市出身のシンガーソングライター・さだまさし。
各種コンサートが行われるほか、長崎大学の入学式と卒業式もここで行われている。
- 所在地：長崎県長崎市茂里町2-38
- 目的：芸術文化の振興及び国際交流の推進を図るため
- 利用時間：9:00 - 22:00（地球市民ひろばについては20:00まで）
- 休館日：年末年始（1月1日から同月3日まで及び12月29日から同月31日まで）

## 施設
- 大ホール - 客席数 2,002席。主な舞台設備として、オーケストラピット、大小迫り、音響反射板、残響可変装置などを備える。
- 国際会議場
- リハーサル室
- 練習室
- 会議室
- 特別室
- 和室および茶室
- ブリックホールギャラリー[2]

## アクセス
- JR九州長崎本線 浦上駅徒歩5分
- 長崎電気軌道本線（1号系統・3号系統）茂里町電停徒歩3分
- 長崎バス・県営バス ココウォーク茂里町バス停又はハートセンター前バス停下車

## 周辺施設
- 長崎文化放送本社
- 長崎新聞社本社・文化ホール「アストピア」
- 日本赤十字社長崎原爆病院
- もりまちハートセンター
- みらい長崎ココウォーク